# Trooz
Trooz (valonă Li Trô) este o comună francofonă din regiunea Valonia din Belgia. Comuna este formată din localitățile Forêt, Fraipont și Nessonvaux. Suprafața totală a comunei este de 24,20 km². La 1 ianuarie 2008 comuna avea o populație totală de 7.731 locuitori. 